# Harigantu (socken i Kina, lat 49,20, long 118,46)
Harigantu (kinesiska: 哈日干图, 哈日干图苏木) är en socken i Kina. Den ligger i den autonoma regionen Inre Mongoliet, i den norra delen av landet, omkring 1 100 kilometer nordost om regionhuvudstaden Hohhot.
Genomsnittlig årsnederbörd är 505 millimeter. Den regnigaste månaden är juli, med i genomsnitt 138 mm nederbörd, och den torraste är februari, med 7 mm nederbörd.